# Battaglia di Ghazni (1117)
La battaglia di Ghazni fu combattuta nel 1117 tra le forze dell'impero Selgiuchide che sostenevano la rivendicazione di Bahram-Shah di Ghazni e l'esercito di suo fratello, il sultano in carica Arslan-Shah di Ghazni.

## Contesto
La morte di Mas'ud III di Ghazni nel 1115 diede inizio a un'accesa contesa per il trono. Quell'anno salì al trono Shirzad, che l'anno successivo fu assassinato dal fratello minore Arslan. Arslan dovette affrontare la ribellione dell'altro fratello, Bahram, che ricevette il sostegno del sultano selgiuchide Ahmed Sanjar.

## Battaglia
Ahmad Sanjar, invadendo il Grande Khorasan, portò il suo esercito in Afghanistan e inflisse una dura sconfitta ad Arslan nei pressi di Ghazni, a Shahrabad. Arslan riuscì a fuggire e gli Bahram succedette al trono come vassallo dei Selgiuchidi.